# Slagelse Museum
Slagelse Museum er et kulturhistorisk egnsmuseum beliggende i Slagelse. Museet rummer en samling af gammelt håndværk, og besøgende kan opleve hvordan handel, håndværk og industri er foregået de sidste 100 år. Desuden findes en købmandsbutik. Museet har en stor og særegen samling af fugleskydningsplatter fra 1819–1936.
Slagelse Museum har erhvervet kulisserne fra filmen Unge Andersen, som nu kan genses i en ny sammenhæng. Handel og håndværk præsenteres i en gade som den kunne have set ud på H.C. Andersens tid med bl.a. en skomager, en snedker og en hattemager. Gaden munder ud i det gamle torv med bybrønden. Herfra kan besøgende gå på opdagelse i latinskolen, hvor der udstilles genstande fra perioden 1820 – 50.
55°24′4.67″N 11°21′2.36″Ø / 55.4012972°N 11.3506556°Ø